# Denbighshire
Il Denbighshire (Sir Ddinbych in gallese) è una contea del nord del Galles.

## Geografia fisica
La contea si affaccia nord sul mar d'Irlanda. Confina a est con il distretto unitario del Flintshire, a sud-est ed a sud con quello di Wrexham, a sud con il Powys ed a ovest con il distretto unitario di Conwy.
Il territorio è prevalentemente collinoso. Ad est si erge la catena collinare della Clwydian Range ed a ovest l'area collinare dell'Hiraethog Moors. Tra queste due aree collinari scorre verso nord il fiume Clwyd in un'ampia e fertile valle (Vale of Clwyd) che si allarga in prossimità della costa in una pianura costiera. Il Clwyd riceve le acque dell'Elwy e dell'Afon Clywedog. Nel sud scorre verso ovest il fiume Dee (Afon Dyfrdwy in gallese). 
La sede del consiglio di contea è Ruthin posta nella valle del Clwyd. Altri centri di rilievo della valle del Clwyd sono Denbigh, la capitale storica della contea tradizionale del Denbighshire, e St Asaph. La città più grande della contea è Rhyl posta sul mar d'Irlanda nei pressi dell'estuario del Clwyd. Sulla costa è posta anche la città di Prestatyn. I centri principali della valle del fiume Dee sono Llangollen e Corwen.

## Amministrazione
La contea ha assunto il nome della contea tradizionale di Denbighshire, anche se i suoi confini attuali sono molto diversi da quelli della contea tradizionale.
La contea del Denbighsire attuale è nata il primo aprile del 1996, in attuazione del Local Government (Wales) Act del 1994. La contea è una unitary authority governata da un consiglio di contea con sede a Ruthin e con uffici a Prestatyn, Rhyl, e Denbigh.